# Doolittle (album)
Doolittle is het tweede studioalbum van de Amerikaanse alternatieve rockband Pixies. Het album werd op 18 april 1989 uitgeven door 4AD. In de Verenigde Staten werd het album gedistribueerd door Elektra, in Canada door PolyGram. De twee singles van Doolittle, Monkey gone to heaven en Here comes your man, werden beide een succes in de Amerikaanse Hot Modern Rock Tracks. In het Verenigd Koninkrijk bereikte het album de achtste plaats in de UK Albums Chart, wat een onverwacht succes was voor de band.
Op Doolittle staan de ongebruikelijke ritmes, melodieën en teksten die verwijzen naar het surrealisme, Bijbels geweld, marteling en dood in contrast met het gepolijste geluid van producent Gil Norton. Het album is goed blijven verkopen in de jaren na de uitgave en kreeg in 1995 goud toegekend door de Recording Industry Assocation of America. Het album is door veel alternatieve artiesten genoemd als een grote invloed op hun muziek, terwijl het door veel muziektijdschriften gewaardeerd werd als een van de meest invloedrijke albums aller tijden. Het muziektijdschrift NME noemde Doolittle in 2013 het achtste beste album aller tijden; Rolling Stone zette het album op de 227e plaats van hun rangschikking van de 500 beste albums aller tijden.
Op het 25-jarig jubileum van Doolittle werd het album op 1 december 2014 opnieuw uitgebracht, met twee extra cd's aan materiaal.

## Nummers
Alle muziek en teksten zijn geschreven door Black Francis, tenzij anders aangegeven. 
| 1.                 | Debaser                         | 2:52 |
| 2.                 | Tame                            | 1:55 |
| 3.                 | Wave of mutilation              | 2:04 |
| 4.                 | I bleed                         | 2:34 |
| 5.                 | Here comes your man             | 3:21 |
| 6.                 | Dead                            | 2:21 |
| 7.                 | Monkey gone to heaven           | 2:57 |
| 8.                 | Mr. Grieves                     | 2:05 |
| 9.                 | Crackity Jones                  | 1:24 |
| 10.                | La la love you                  | 2:43 |
| 11.                | No. 13 Baby                     | 3:51 |
| 12.                | There goes my gun               | 1:49 |
| 13.                | Hey                             | 3:31 |
| 14.                | Silver (Black Francis/Kim Deal) | 2:25 |
| 15.                | Gouge away                      | 2:45 |
| Totale duur: 38:38 |                                 |      |

## Muzikanten
- Black Francis, zang en gitaar
- Kim Deal, zang en basgitaar
- Joey Santiago, gitaar
- David Lovering, zang en drumstel